# پادشاه شینمو
پادشاه شینمو (۸۳۹ میلادی) (هانگول: 신무왕) (هانجا: 神武王) چهل و پنجمین پادشاه شیلا بود.